# Тулілейк (Каліфорнія)
Тулілейк (англ. Tulelake) — місто (англ. city) в США, в окрузі Сискію штату Каліфорнія. Населення — 902 особи (2020).

## Географія
Тулілейк розташований за координатами 41°57′12″ пн. ш. 121°28′30″ зх. д. / 41.95333° пн. ш. 121.47500° зх. д. (41.953460, -121.474897).  За даними Бюро перепису населення США в 2010 році місто мало площу 1,07 км², з яких 1,06 км² — суходіл та 0,01 км² — водойми.

### Клімат
Місто знаходиться у зоні, котра характеризується середземноморським кліматом. Найтепліший місяць — липень із середньою температурою 17.8 °C (64 °F). Найхолодніший місяць — січень, із середньою температурою -1.7 °С (29 °F).
| Клімат Тулілейка        | Клімат Тулілейка | Клімат Тулілейка | Клімат Тулілейка | Клімат Тулілейка | Клімат Тулілейка | Клімат Тулілейка | Клімат Тулілейка | Клімат Тулілейка | Клімат Тулілейка | Клімат Тулілейка | Клімат Тулілейка | Клімат Тулілейка | Клімат Тулілейка |
| Показник                | Січ.             | Лют.             | Бер.             | Квіт.            | Трав.            | Черв.            | Лип.             | Серп.            | Вер.             | Жовт.            | Лист.            | Груд.            | Рік              |
| Абсолютний максимум, °C | 16               | 21               | 24               | 28               | 32               | 36               | 37               | 36               | 37               | 32               | 23               | 20               | 37               |
| Середній максимум, °C   | 4                | 6                | 11               | 16               | 20               | 24               | 29               | 28               | 25               | 18               | 11               | 6                | 17               |
| Середня температура, °C | −1               | 0                | 4                | 7                | 10               | 14               | 17               | 16               | 13               | 8                | 3                | 0                | 8                |
| Середній мінімум, °C    | −7               | −6               | −3               | −1               | 1                | 4                | 6                | 5                | 1                | −1               | −5               | −6               | −1               |
| Абсолютний мінімум, °C  | −30              | −26              | −16              | −11              | −7               | −3               | −1               | −4               | −7               | −13              | −17              | −32              | −32              |
| Норма опадів, мм        | 20               | 20               | 20               | 10               | 30               | 20               | 0                | 0                | 10               | 20               | 20               | 30               | 250              |
| Днів з дощем            | 2                | 2                | 2                | 2                | 3                | 2                | 0                | 0                | 1                | 2                | 2                | 3                | 27               |
| ----------------------- | ---------------- | ---------------- | ---------------- | ---------------- | ---------------- | ---------------- | ---------------- | ---------------- | ---------------- | ---------------- | ---------------- | ---------------- | ---------------- |
| Джерело: Weatherbase    |                  |                  |                  |                  |                  |                  |                  |                  |                  |                  |                  |                  |                  |

## Демографія
Згідно з переписом 2010 року, у місті мешкало 1010 осіб у 347 домогосподарствах у складі 240 родин. Густота населення становила 946 осіб/км².  Було 437 помешкань (409/км²).
Расовий склад населення:
| - 55,7 % — білих - 1,5 % — корінних американців - 0,1 % — чорних або афроамериканців - 0,1 % — азіатів - 36,1 % — осіб інших рас |

До двох чи більше рас належало 6,4 %. Частка іспаномовних становила 59,5 % від усіх жителів.
За віковим діапазоном населення розподілялося таким чином: 33,7 % — особи молодші 18 років, 56,2 % — особи у віці 18—64 років, 10,1 % — особи у віці 65 років та старші. Медіана віку мешканця становила 29,4 року. На 100 осіб жіночої статі у місті припадало 102,4 чоловіків;  на 100 жінок у віці від 18 років та старших — 100,0 чоловіків також старших 18 років.
Середній дохід на одне домашнє господарство  становив 45 157 доларів США (медіана — 32 279), а середній дохід на одну сім'ю — 48 980 доларів (медіана — 32 083). Медіана доходів становила 34 583 долари для чоловіків та 27 188 доларів для жінок. За межею бідності перебувало 27,3 % осіб, у тому числі 27,0 % дітей у віці до 18 років та 21,3 % осіб у віці 65 років та старших.
Цивільне працевлаштоване населення становило 320 осіб. Основні галузі зайнятості: сільське господарство, лісництво, риболовля — 42,5 %, освіта, охорона здоров'я та соціальна допомога — 15,3 %, роздрібна торгівля — 7,5 %, виробництво — 7,5 %.